# Parafia Niepokalanego Serca Najświętszej Maryi Panny w Syczynie
Parafia Niepokalanego Serca Najświętszej Maryi Panny w Syczynie – parafia rzymskokatolicka, znajdująca się w archidiecezji lubelskiej, w dekanacie Siedliszcze. 

## Historia parafii
Przed erygowaniem w Syczynie parafii rzymskokatolickiej istniała parafia unicka, o czym świadczą m.in. księgi metrykalne znajdujące się w Urzędzie Stanu Cywilnego w Wierzbicy z lat 1854-1856, pisane w języku polskim. W czasie kasaty unii powstała parafia prawosławna. Syczyn należał zaś do parafii rzymskokatolickiej w Olchowcu. 
Parafia rzymskokatolicka w Syczynie została powołana do życia w roku 1953 dekretem ówczesnego biskupa lubelskiego, Piotra Kałwy. Wcześniej natomiast, od kwietnia do końca grudnia 1952 roku wikariusz z Olchowca był oddelegowany do pracy duszpasterskiej w Syczynie, z równoczesnym zadaniem organizowania parafii. Pierwszego proboszcza powołano w 1953 roku. 
Parafia posiada 0,86 ha ziemi zakupionej z ofiar złożonych przez wiernych. W miejscu starej plebanii wybudowanej w latach 1954–1961; w latach 1993–1995 wzniesiono zaś nowy dom parafialny. 

## Kościół parafialny
W Syczynie jeszcze w XIX wieku istniał kościół unicki. Po kasacie unii przeszedł on w ręce prawosławnych, a w roku 1905 został rozebrany (z materiałów pozyskanych z rozbiórki wzniesiono dom gromadzki – obecnie szkoła). W 1911 roku oddano do użytku drewnianą cerkiew prawosławną. Po II wojnie światowej opuszczona cerkiew zaczęła służyć katolikom. Spłonęła jednak w pożarze 13 maja 1963 roku. W tym samym roku wybudowano tymczasową kaplicę p.w. Niepokalanego Serca Najświętszej Maryi Panny. 
Obecnie istniejący kościół pod tym samym wezwaniem, murowany, wybudowany został w latach 1972–1975, według projektu profesora Politechniki Warszawskiej, Stanisława Marzyńskiego, przy współudziale prof. Kazimierza Dąbrowskiego. Realizatorem przedsięwzięcia był ks. Andrzej Gromada. Budynek wykonano w stylu nowoczesnym. Dnia 24 sierpnia 1975 roku poświęcił go bp Edmund Ilcewicz. Kościół jest jednonawowy, stylizowany na łódź. Kościół posiada dwie zakrystie. Prezbiterium jest oddzielone od nawy schodami i filarami. W prezbiterium zawieszony jest obraz Matki Bożej Częstochowskiej. Na wieży kościelnej znajdują się dwa dzwony wykonane w Łodzi w 1959 roku, a konsekrowane 9 września 1959 r. przez bpa Piotra Kałwę. 

## Proboszczowie parafii
- ks. Zygmunt Woźniak[3]
- ks. Dariusz Stankiewicz[3]
- ks. Andrzej Jeżyna[3]
- ks. Piotr Raszyński (2013–2020)[4]
- ks. Ryszard Dębowski (2020– )[5]